# Paulo Jamelli
Paulo Jamelli, brazilski nogometaš in trener, * 22. julij 1974.
Za brazilsko reprezentanco je odigral 5 uradnih tekem in dosegel dva gola.